# Ernest Esclangon
Ernest Benjamin Esclangon (ur. 17 marca 1876 w Mison, zm. 28 stycznia 1954 w Eyrenville) – francuski fizyk, astronom i matematyk.

## Życiorys
W latach 1895–1898 studiował matematykę w École Normale Supérieure. W 1899 przyjął propozycję pracy w obserwatorium astronomicznym w Bordeaux (Observatoire de Bordeaux). Pracując tam opracowywał pracę doktorską z matematyki, dotyczącą funkcji quasiokresowych. Wyniki jego prac zostały potem potwierdzone przez Haralda Bohra, pracującego nad funkcjami prawie okresowymi.
W czasie I wojny światowej prowadził badania balistyczne dotyczące lokalizacji dział nieprzyjaciela na podstawie fal dźwiękowych emitowanych przy wystrzałach.
W 1919 roku objął stanowisko profesora astronomii na Uniwersytecie w Strasburgu. W latach 1929–1944 był dyrektorem Obserwatorium Paryskiego i funkcjonującego w nim Międzynarodowego Biura Czasu (Bureau International de l'Heure).

## Wyróżnienia
W 1935 roku przyznano mu nagrodę Prix Jules-Janssen.
Jego imieniem nazwana została planetoida (1509) Esclangona, a także krater Esclangon na Księżycu.